# Lledrod
Lledrod est un village et une communauté du Ceredigion, au pays de Galles.

## Géographie
Lledrod est situé dans le centre du Ceredigion, sur la route A485 (en). Outre Lledrod même, la communauté comprend les villages et hameaux de Blaenpennal (cy), Bronant (en) et Tyncelyn (en).

## Démographie
Au recensement de 2011, la communauté de Lledrod comptait 735 habitants.